# Marie Politzer
Marie Politzer (Biarritz, Francia, 15 de agosto de 1905-Auschwitz, Polonia, 6 de marzo de 1943) de soltera Larcade, también conocida como "Maï o Maïe Politzer", fue una activista comunista y militante de la resistencia francesa.

## Biografía
Maï Politzer fue hija de un cocinero, excocinero de la corte española, afincado en Biarritz tras la caída de Alfonso XIII. Tuvo dos hermanos, uno menor, el otro mayor, la familia fue católica practicante. Fue una apasionada del teatro y dirigió obras con sus amigos. Después de haber completado sus estudios secundarios en un convento en Biarritz, se formó como mecanógrafa taquigráfica en Bayona, estudió negocios por correspondencia, luego se fue a París para ingresar a una partería. Se graduó en el Hospital de la Pitié-Salpêtrière en 1929 y sus padres le dieron sus ahorros para comprar una clínica situada en el XX Distrito de París. Conoció a Georges Politzer, su futuro esposo, en un tren de camino a casa para las vacaciones, en 1929. La pareja se casó el 5 de marzo de 1931 y tuvieron un hijo. 
Su marido fue comunista, Politzer se adhirió a sus ideales y pasó a la clandestinidad con él durante la Ocupación, en agosto de 1940, después de haber confiado a su hijo de siete años a sus padres. Escribió artículos para revistas de la resistencia. Ella se encargó del transporte de los textos a las imprentas subterráneas, y aunque fue rubia, se tiñó el cabello de castaño para que fuera menos reconocible. Con Hélène Solomon-Langevin, Jacques Solomon y su marido, fundó el periódico clandestino L'Université Libre, cuyo primer número se publicó justo después de la detención del padre de Hélène, Paul Langevin en noviembre de 1940. Este primer ejemplar de cuatro páginas mimeografiadas se imprimió en 1000 copiasy se distribuyó justo antes de la manifestación del 11 de noviembre de 1940. En las semanas siguientes, los fundadores publicaron nuevos números comentando detenciones, decretos y eventos relacionados con la guerra en Europa. 
Marie y Georges Politzer fueron arrestados en su casa en el XVIII Distrito de París el 14 de febrero de 1942 por brigadas especiales. Permaneció detenida hasta el 23 de marzo, luego fue incomunicada en la prisión de La Santé donde vio a su esposo Georges por última vez antes de que le dispararan el 23 de mayo de 1942. Luego fue trasladada a Fort de Romainville en agosto de 1942. 
Fue deportada a Auschwitz por el convoy del 24 de enero de 1943, formado en particular por combatientes de la resistencia francesa, la mayoría de ellos no judíos, y en su mayoría. comunistas, incluidas muchas viudas de los fusilados. Danielle Casanova, que llegó en el mismo convoy que Politzer, asumió como dentista en el campamento, y logró encontrarle un puesto de médica en revier, aunque solo era partera. Murió de tifus el 6 de marzo de 1943. 
Fue por Marie-Claude Vaillant-Couturier, también deportada por el convoy el 24 de enero de 1943, que la familia de Mai Politzer se enteró de su muerte, tras la liberación de los campos.
En cuanto a Georges Politzer, la mención "Muerto por Francia" fue concedida a Maï Politzer el 18 de mayo de 1946. Los títulos de residente internado y deportado fueron reconocidos el 5 de junio de 1956.

## Legado
Un callejón en Biarritz le rindió homenaje a Marie Politzer, su lugar de nacimiento; en 1998 una calle del XII Distrito de París tomó su nombre y el de su marido, calle Georges-et-Maï-Politzer. El centro de salud municipal de Arcueil llevó su nombre hasta 2019 antes de que pasara a llamarse Marcel-Trigon, en honor a un exalcalde.